# Bekalta
Bekalta (in arabo بقالطة‎?) è una città costiera della Tunisia che si trova 30 km a sud di Monastir.
La municipalità di Bekalta, facente parte del governatorato di Monastir, conta 17.850 abitanti.
La città si è sviluppata in prossimità dell'antica città portuale di Tapso, probabilmente fondata dai Cartaginesi, celebre per la battaglia che nel 46 a.C. venne combattuta intorno ad essa tra le truppe di Giulio Cesare e quelle dei seguaci di Pompeo (vedi Battaglia di Tapso).
La cittadina è conosciuta per il peperoncino omonimo, piccante con retrogusto dolce, molto diffuso in tutta la Tunisia.